# Ядвига Болеславовна
Ядви́га Болесла́вовна или Ядви́га Калишская (пол. Jadwiga Bolesławówna; около 1266, Калиш, Великопольская провинция — 10 декабря 1339 или 1339, Старый Сонч, Малопольское воеводство) — королева Польши, жена короля Польши Владислава I Локетка (правил 1320—1333).

## Биография
Княжна Калишская, дочь Болеслава Великопольского, князя Гнезно и Калиша (в 1253—1279), князя Познани (в 1257—1273), князя-регента Мазовии (в 1262—1264), князя Иноврацлава (в 1271—1273) и Иоланты Венгерской (ок. 1235—1298).
14 апреля 1279 года была обручена с Владиславом Локетком, сыном Казимира I Куявского, который в качестве приданого получил Радзеювские угодья.
По-видимому, свадьба состоялась в январе 1293 года, когда Владислав Локетек заключил союз с опекуном Ядвиги — Пшемыслом II Великопольским. Смерть Пшемысла II в результате покушения близ Рогозьно 8 февраля 1296 года позволила Ядвиге и её мужу унаследовать Великую Польшу и Гданьское Поморье.
В 1300 году Владислав Локетек вынужден был спасаясь бежать из Польши. Новым королём Польши стал Вацлав II, король Чехии (1283—1305) из династии Пржемысловичей. По неизвестным причинам Ядвига не уехала с мужем и рискуя попасть в руки Вацлава, на протяжении всего периода его правления, скрывалась вместе со своими тремя детьми под видом обычной мещанки в Радзеюве, которому в благодарность за укрытие в 1310 году Локетек даровал статус староства.
После смерти Вацлава II, Владислав Локетек восстановил свою власть над частью Великой Польши, над Малой Польшей и Куявией. Семейная жизнь королевской четы стабилизировались и уже около 1305 года у них родила дочь, Елизавета. В жизни семьи были и грустные моменты, так в 1306 году умер старший сын Стефан, а шесть лет спустя другой наследник — Владислав. Оба сына умерли в раннем возрасте и были похоронены в монастыре францисканцев в Кракове.
В 1311—1312 годах в Кракове произошло восстание войта Альберта, стремившегося передать город Иоганну Люксембургскому, который после смерти Вацлава II с 1310 года стал править в Чехии. Ядвига проявила немалое мужество, запершись в Краковском замке и номинально командовала обороной Вавеля в то время, когда её муж отправился за помощью в Венгрию. Она эффективно помогала Владиславу в осуществления власти и получении короны. Вместе с мужем участвовала в поездках по владениям, лично встречалась с убежденными противниками её мужа, в частности, краковским епископом Яном Мускатой.
20 января 1320 года в Кракове состоялась коронации Владислава Локетка и Ядвиги, которая с тех пор носила титул «totius Poloniae regina» (королева всей Польши).
2 марта 1333 года умер муж Ядвиги король Владислав I Локетек. Несмотря на это, королева всё ещё пыталась активно влиять на текущую политику королевства, например, возражала против коронации Альдоны (Анны) из рода Гедиминовичей, жены её сына Казимир III, доказывая, что королева в государстве может быть только одна. Только благодаря настойчивости сына, Ядвига, наконец, сдалась их требованиям. После этого она уехала из Кракова и поселилась в монастыре кларисок в Стары-Сонче, где и умерла в конце 1339 года. Похоронена там же.

## Семья
В браке с Владиславом Локетком имела шестерых детей:
- Стефан (1296/1300 — 1306)
- Владислав (1296/1311 — 1312)
- Кунигунда (ок. 1298 — 1331). Первый муж с 1310 года князь Бернард Свидницкий (1288/1291 — 1326), второй муж с 1328 года Рудольф I, герцог Саксен-Виттенбергский (1285—1356).
- Эльжбета (1305—1380), замужем за королем Карлом I Венгерским (1288—1342).
- Казимир III Великий (1310—1370), король Польши (1333—1370)
- Ядвига (ум. 1320/1322).